# (8762) Hiaticula
(8762) Hiaticula est un astéroïde de la ceinture principale.

## Description
(8762) Hiaticula est un astéroïde de la ceinture principale. Il fut découvert le 26 mars 1971 à l'observatoire Palomar par Cornelis Johannes van Houten, Ingrid van Houten-Groeneveld et Tom Gehrels. Il présente une orbite caractérisée par un demi-grand axe de 2,75 UA, une excentricité de 0,15 et une inclinaison de 1,8° par rapport à l'écliptique.

## Compléments